# Пимон, Жерар де Вьен
Жерар де Вьен (фр. Gérard de Vienne; ум. 1546), сеньор де Пимон, Антиньи и Рюффе — французский придворный и военачальник, рыцарь ордена короля.

## Биография
Происходил из линии сеньоров де Пимон дома де Вьен. Сын Луи де Вьена, сеньора де Пимон, и Изабо де Нёшатель.
Дворянин королевы Элеоноры Австрийской. Также был одним из почетных рыцарей Дижонского парламента (грамота от 13.03.1515).
Во время вторжения швейцарцев патентом от 6 июля 1516 назначен командующим баном и арьербаном герцогства Бургундского.
8 июля 1522 по поручению короля заключил со швейцарцами договор о нейтралитете для Бургундии и графств Макон и Осер.
Распорядился эксгумировать останки своих родителей, погребенных в Брюсселе, и перенести их в часовню, возведенную им в Сен-Шапеле в Дижоне, где позднее упокоился со своей женой.

## Семья
Жена: Бенина де Дентевиль, дама де Коммарен, дочь Жака де Дентевиля, сеньора д'Эшене и Коммарен, и Аликс де Понтайе
Дети:
- Клод де Вьен (дочь, 5.06—9.10.1504)
- Бенина де Вьен (03.1507, Рюффе — ум. юной)
- Анна де Вьен (16.08.1509, Рюффе — ум. юной)
- Филиберта де Вьен (10.02.1510, Бон — ?). Муж (1523): Клод I де Вержи, сеньор де Шамплит
- Шарлотта де Вьен (4.01.1513, Кондрьё — ?). Муж 1): Жак де Монбуасье, маркиз де Канийяк; 2): Жоашен де Шабанн, сеньор де Кюртон
- Франсуа де Вьен (10.06.1515—1559), сеньор де Пимон. Жена (1532): Жилетта де Люксембург, дочь Шарля де Люксембурга, графа де Бриенна, и Шарлотты д'Эстутвиль
- Кретьенна де Вьен (6.04.1516, Дём — ?), монахиня в Сёрре